# Ptychadena grandisonae
Espèce
Statut de conservation UICN

 LC  : Préoccupation mineure
Ptychadena grandisonae est une espèce d'amphibiens de la famille des Ptychadenidae.

## Répartition
Cette espèce est endémique du centre-Sud de l'Éthiopie. Elle se rencontre jusqu'à 1 900 m d'altitude, :
- dans le sud de la République démocratique du Congo ;
- en Angola ;
- dans l'ouest du Rwanda ;
- dans l'ouest de la Tanzanie ;
- dans le Nord et l'Ouest de la Zambie.

## Étymologie
Cette espèce est nommée en l'honneur d'Alice Georgie Cruickshank Grandison.

## Publication originale
- Laurent, 1954 : Étude de quelques espèces méconnues du genre Ptychadena. Annales du Musée Royal du Congo Belge, Sciences Zoologiques, Tervuren, vol. 34, p. 7-34.